# Saint-Martin-de-Valgalgues
Saint-Martin-de-Valgalgues is een gemeente in het Franse departement Gard (regio Occitanie). De plaats maakt deel uit van het arrondissement Alès. Saint-Martin-de-Valgalgues telde op 1 januari 2022 4.721 inwoners.

## Geografie
De oppervlakte van Saint-Martin-de-Valgalgues bedroeg op 1 januari 2022 13,11 vierkante kilometer; de bevolkingsdichtheid was toen 360,1 inwoners per km².

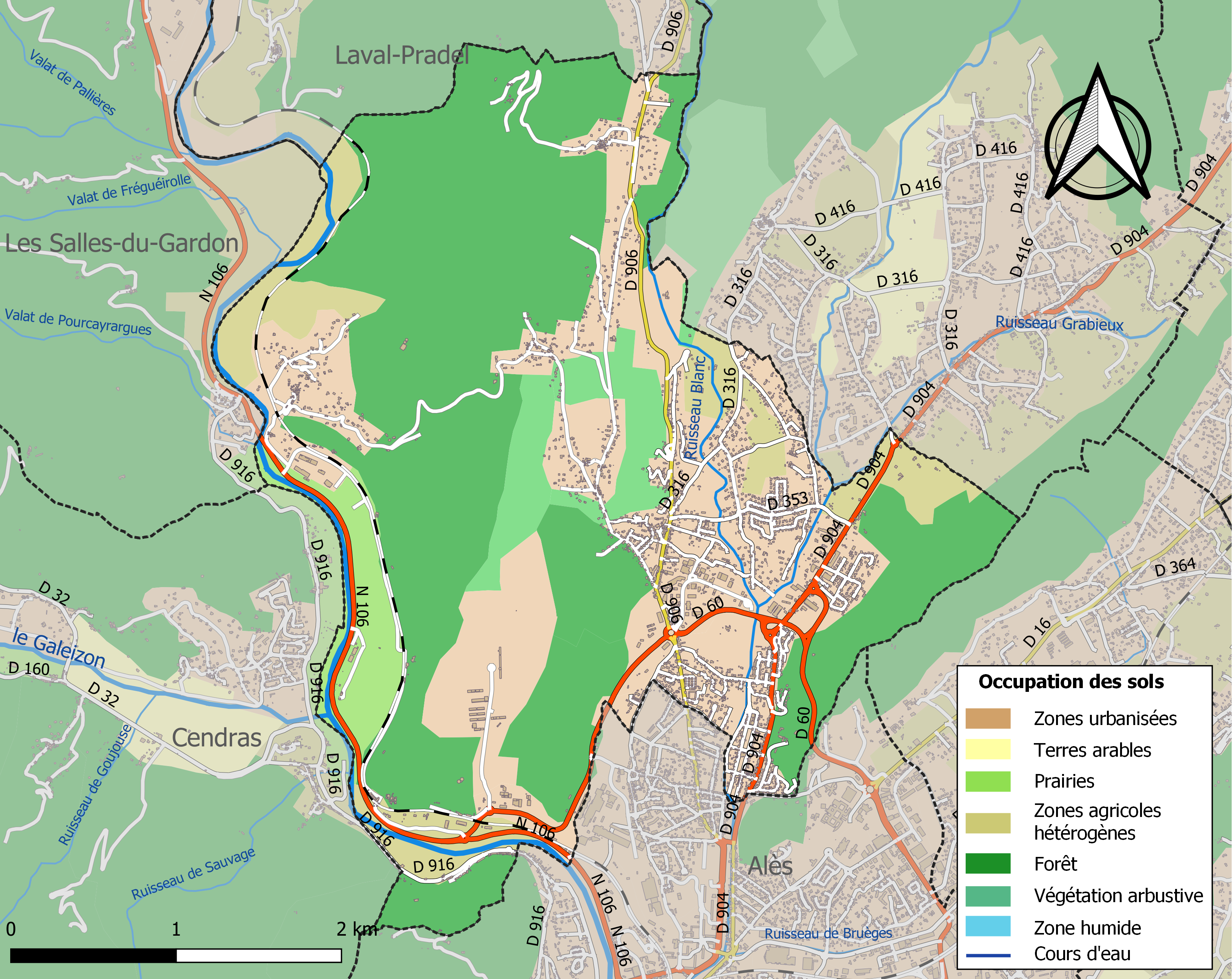
Kaart van de gemeente met belangrijkste infrastructuur, bodemgebruik en omliggende gemeenten

## Demografie
Onderstaande figuur toont het verloop van het inwonertal (bron: INSEE-tellingen).